# 2022년 브라질 대통령 선거
2022년 브라질 대통령 선거는 4년 임기의 브라질 대통령과 부통령을 선출하기 위한 선거로, 10월 2일에 1차 투표가 치러졌으나, 룰라 후보와 보우소나루 후보의 득표율이 과반수에 미치지 못하여 10월 30일에 결선 투표가 치러졌다. 선거 결과 루이스 이나시우 룰라 다 시우바 후보가 현직 대통령인 자이르 보우소나루 후보를 꺽고 제39대 브라질 대통령으로 당선되었으며, 제라우두 아우키민이 제26대 브라질 부통령으로 당선되었다.

## 같이 보기
- 핑크 타이드